# Fun (Zeitschrift)
Fun war eine wöchentlich erscheinende Zeitschrift, die zwischen 1861 und 1901 existierte. Sie gilt als eine typische Zeitschrift des viktorianischen Zeitalters und stand zeit ihres Erscheinens in Konkurrenz zur wesentlich erfolgreicheren Zeitschrift Punch. „Mr. Punch und sein Hund“, ein regelmäßig veröffentlichter Cartoon der Zeitschrift Punch, wurde beispielsweise ebenso regelmäßig durch den Cartoon „Mr. Fun und seine Katze“ der Zeitschrift Fun veralbert.
1861 wurde die Zeitschrift Fun von dem Bühnenautor Henry James Byron gegründet und erschien erstmals am 21. September. Zwischen 1861 und 1865 fungierte der Gründer Byron auch als Herausgeber und gab danach seine Ämter in der Redaktion auf. 1870 verkaufte Byron seine Zeitschrift an die Geschwister Dabziel, die sie ihrerseits zwei Jahre später an ihren Neffen Gilbert Dabziel (1853–1930) abgaben.
Später musste die Zeitschrift aus finanziellen Gründen mit der ebenfalls wöchentlich erscheinenden Zeitschrift Sketchy Bits fusionieren. Unter dem Titel Sketchy Bits erschien sie noch bis zum 10. August 1901 und stellte damit ihr Erscheinen ein.

## Herausgeber
- 1861–1865 Henry James Byron
- 1865–1874 Tom Hood
- 1874–1878 Herny Sapson
- 1878–1893 Charles Dabziel
- 1893–1901 ?
- 1901 Georges Newes

## Mitarbeiter (Auswahl)
| - Ambrose Bierce (Autor) - F. C. Burnand (Autor) - William Schwenk Gilbert (Autor) | - Arthur Boyd Houghton (Zeichner) - Matt Morgan (Zeichner) - Thomas William Robertson (Autor) | - Clement Scott (Autor) - George Robert Sims (Autor) - James Frances Sullivan (Zeichner) |